# Henry Ferguson (peintre)
Henry Ferguson, ou Vergazon (1665-1730), est un peintre du Siècle d'or néerlandais.

## Biographie
Ferguson est né à La Haye ; il était le fils de William Gouw Ferguson. Il travailla quelque temps en Angleterre; Horace Walpole a écrit qu'il était "un peintre hollandais de ruines et de paysages, avec lequel il (= Walpole) était parfois appelé à décorer les fonds des tableaux de Kneller, bien que sa manière de colorer fût considérée comme trop sombre. Il a peint quelques petits portraits et est mort en France".
Ferguson a voyagé avec Adriaen van der Kabel à Toulouse en passant par Lyon ; il est décédé à Toulouse.

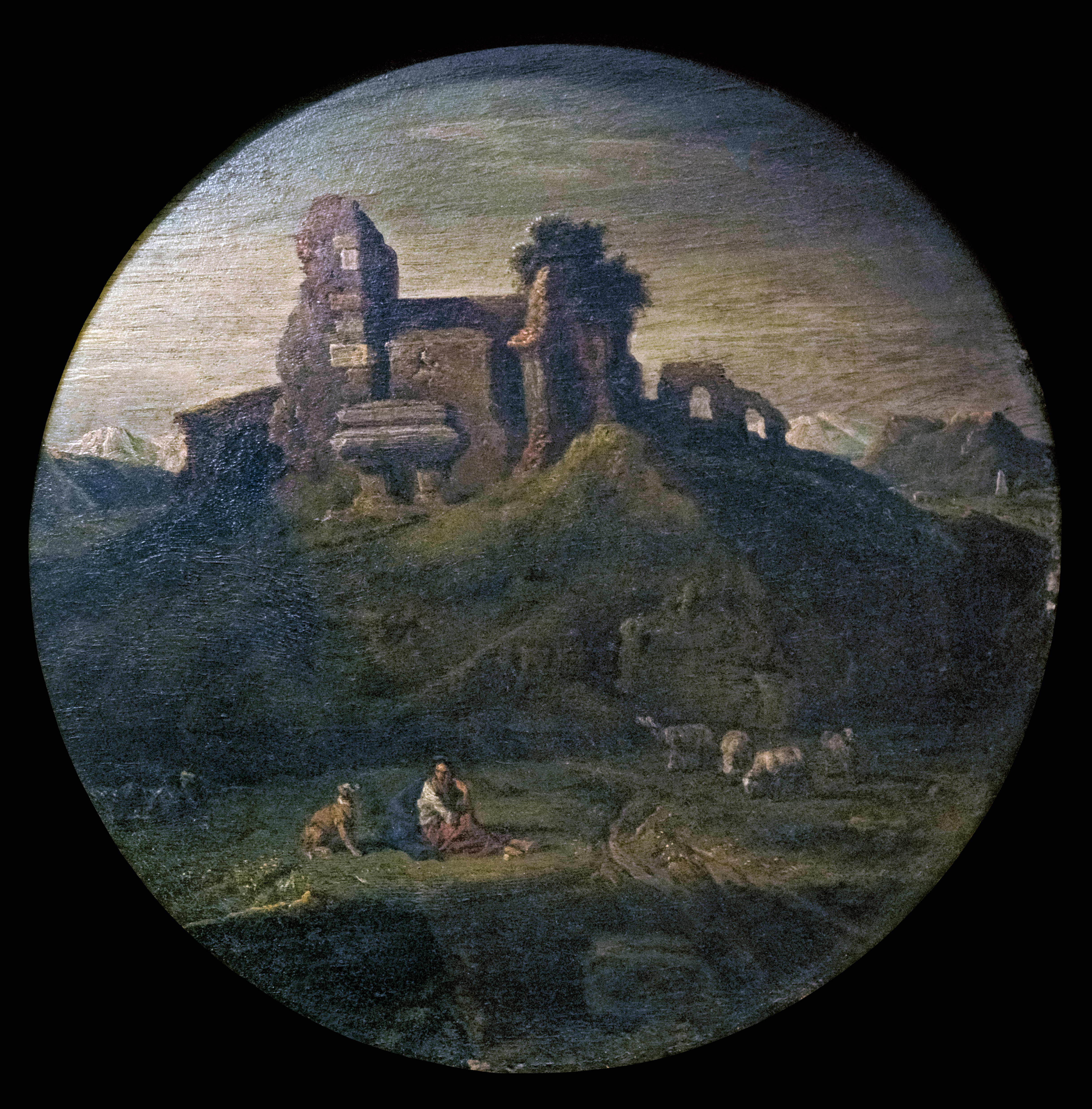
Paysage avec bergère et troupeau dans des ruines antiques Musée des Beaux-Arts de Carcassonne
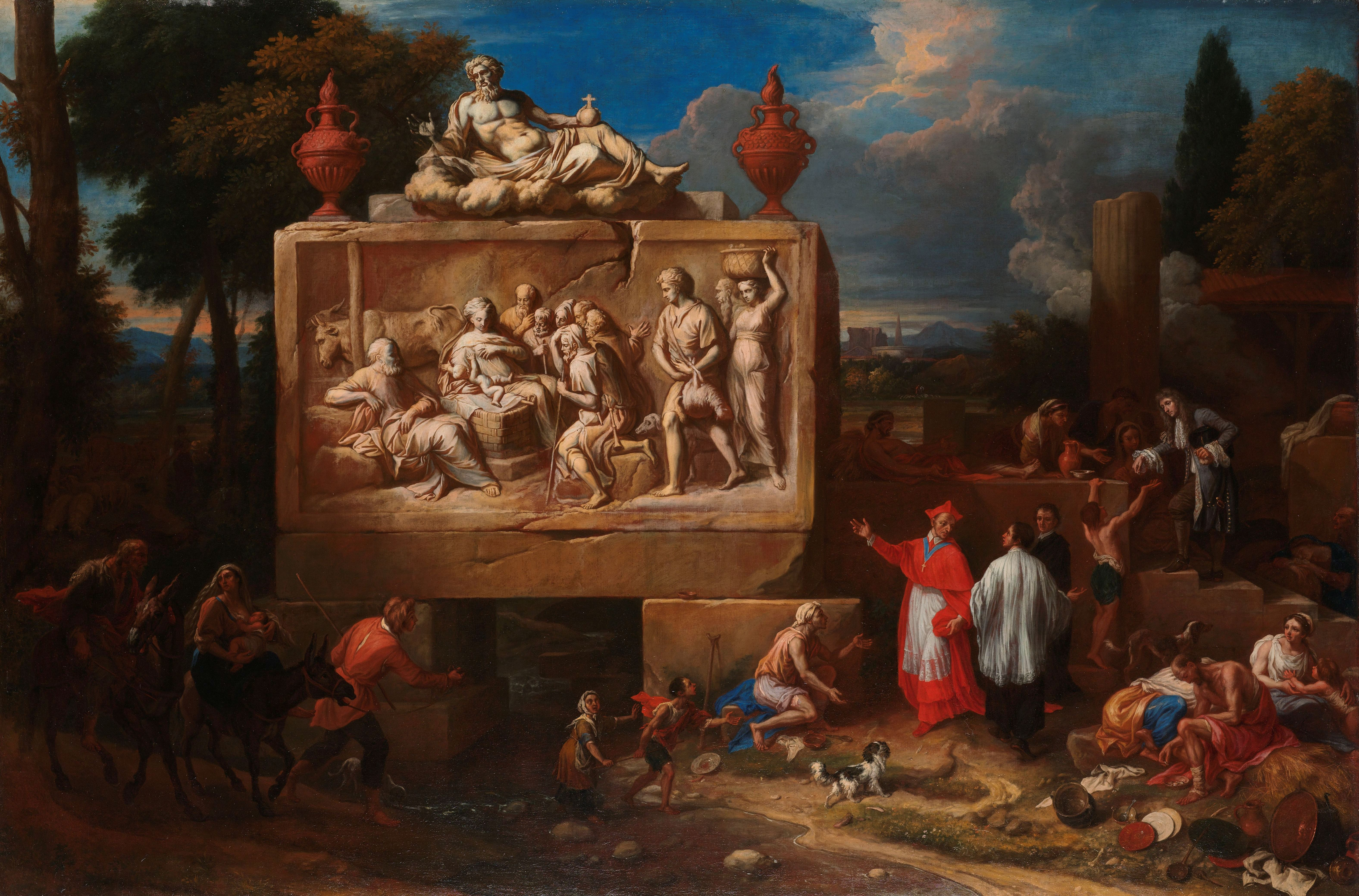
Fantasielandschap met de Heilige Carlo Borromeo - Rijksmuseum